# Life (revista)
Life fue una revista estadounidense con diversas etapas de desarrollo. En la primera, fue una revista de humor e informaciones generales publicada desde 1883 a 1936. En el año 1936, Henry Luce, el fundador del Time, compró todos los derechos de esta revista únicamente para poder adquirir los derechos de su nombre, tras lo cual pasó a ser una publicación creada por él, con gran énfasis en el fotoperiodismo.
Life apareció como una revista semanal hasta 1972, como "especiales" de forma intermitente hasta 1978; una revista mensual desde 1978 hasta 2000; como un suplemento semanal de varios periódicos desde 2004 a 2007.
Fundada en 1883, era similar a la revista de humor y sátira política Puck. Se publicó durante 53 años como revista entretenimiento e interés general, con una gran cantidad de ilustraciones, chistes y comentarios sociales. En ella aparecieron algunos de los grandes escritores, editores y caricaturistas de esa época en los Estados Unidos, incluyendo a Charles Dana Gibson, Norman Rockwell, y Harry Oliver. Durante los años siguientes, esta revista ofrecía breves cápsulas con críticas al interior de su revista (similares a las que aparecían en el New Yorker) acerca de las películas que se estrenaban en Nueva York, pero con el innovador toque de una colorida tipografía para cada crítica, asemejando a un semáforo: color verde para una crítica positiva, roja para una negativa, y ámbar para noticias mixtas.
La revista Life de Henry Luce fue la primera revista estadounidense llena de fotografías relacionadas con las noticias y dominó el mercado durante más de cuarenta años. La revista vendía más de 13,5 millones de ejemplares cada semana en un solo lugar y era tan popular que el presidente Harry S. Truman, Sir Winston Churchill, y el general Douglas MacArthur publicaron sus memorias en sus páginas.
Tal vez una de las imágenes más conocidas que hayan sido impresas en la revista fue una toma de Alfred Eisenstaedt de una enfermera en brazos de un marino, captada el 27 de agosto de 1945, cuando se celebraba la victoria sobre Japón en Nueva York. Se considera que el lugar de la revista en la historia del fotoperiodismo es el más importante debido a su contribución y publicación.
Luce compró los derechos del nombre a los editores de la primera versión de Life pero vendió su lista de suscripciones y apariciones a otra revista; no hubo continuidad en la línea editorial entre las dos publicaciones.
Life fue un gran éxito durante dos generaciones pero luego su prestigio fue disminuyendo por problemas económicos y nuevos cambios. Desde 1972, Life cesó su publicación dos veces, solo para ser comprada nuevamente por los lectores en diferentes ocasiones.
Time Inc. anunció el 26 de marzo de 2007 que cesaría la publicación de Life el día 20 de abril de 2007, que fue el último día de la edición impresa de Life. La marca continuará en Internet, según explicaría Time Inc. (una sección de Time Warner) en un comunicado.

## Historia

### Primeras décadas

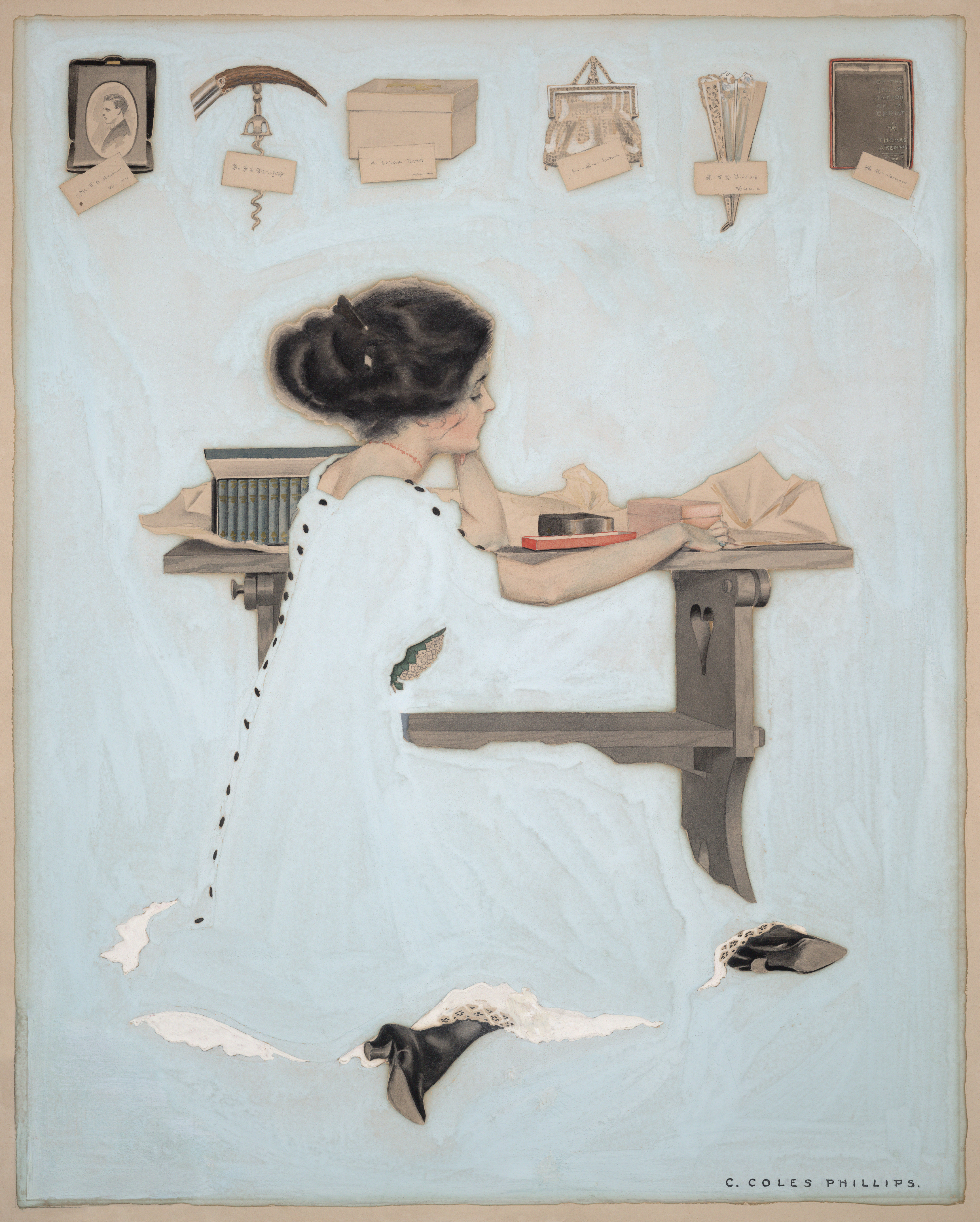
Arte de cubierta para la versión original de Life, edición del 27 de enero de 1910, ilustración de Coles Phillips.

Life nació el 4 de enero de 1883 en un estudio artístico ubicado en el 1155 de Broadway, Nueva York. John Ames Mitchell fue el fundador; un ilustrador de 37 años, que con un capital de 10 000 dólares lanzó una revista semanal. Mitchell creó el primer rótulo de Life con cupidos y mascotas; posteriormente dibujó un caballero izando su lanza a la parte posterior de un demonio que escapaba. Mitchell se adelantó a su época con un revolucionario proceso de impresión que usaba planchas de cinc y con el que mejoró la reproducción de sus ilustraciones y trabajos manuales. Esta ventaja ayudó porque Life les hacía la competencia a las revistas de humor más vendidas en ese tiempo, tales como The Judge y Puck, las cuales ya estaban establecidas con éxito. Edward Sandford Martin fue el primer editor literario de Life; recién egresado de Harvard fue el fundador de Harvard Lampoon («El pasquín de Harvard»).
El eslogan de la primera edición de Life fue "Mientras hay vida (Life), hay esperanza" (While there's Life, there's hope).
La revista fue todo un éxito y muy pronto atrajo a los principales contribuidores de la industria gráfica y periodística. Uno de los más importantes fue Charles Dana Gibson. Tres años después de su fundación, vendió su primera colaboración a Life por 4 dólares: un perro fuera de su perrera aullando a la luna. Conocido como un publicador que era también un artista, Gibson se incorporó a Life en su primera época, junto a otros conocidos ilustradores como Palmer Cox (creador de Brownie (elfo)), A. B. Frost, Oliver Herford, y E. W. Kemble. Life atrajo un increíble equipo literario también: John Kendrick Bangs, James Whitcomb Riley, y Brander Matthews escribieron en la revista hasta el fin de siglo.
Asimismo, Life también tuvo su lado oscuro. Mitchell fue acusado varias veces de antisemitismo. Cuando la revista censuró al equipo teatral de Klaw & Erlanger por el terrible incendio del Iroquois Theater de Chicago en 1903, le siguió la conmoción nacional. Al crítico de teatro de Life, James Stetson Metcalfe, se le negó la entrada a 47 teatros de Manhattan controlados por el llamado Sindicato Teatral (Theatrical Syndicate). La revista contraatacó con terribles caricaturas de grotescos judíos con enormes narices.
Life se transformó en un lugar en el que se descubrieron nuevos talentos; esto era particularmente para los ilustradores. En 1908, Robert Ripley publicó su primera caricatura en Life, 20 años antes de su famoso ¡Aunque Usted No Lo Crea! (Believe It or Not!). La primera portada de Life hecha por Norman Rockwell, "Tain't you", fue publicada el 10 de mayo de 1917. Los dibujoss de Rockwell aparecieron en la portada de Life 28 veces entre 1917 y 1924. Rea Irvin, el primer director de arte de The New Yorker y creador de Eustace Tilley, comenzó dibujando portadas para Life.
Al momento en que las imágenes tuvieron mayor aparición en Life, Charles Dana Gibson hizo realidad su más celebrada figura. Su creación, la chica Gibson (Gibson girl), era una mujer alta y regia. Después de sus primeras apariciones en Life en la década de 1890, la chica Gibson se convirtió en el ideal femenino de la nación. La chica Gibson fue una sensación dentro de la publicación y se ganó un lugar en la historia de la moda.
Esta versión de Life hablaba de política y asuntos internacionales, y publicaba unas editoriales con un fiero pro-americanismo. Mitchell y Gibson se encolerizaron cuando Alemania atacó Bélgica; en 1914 ellos impulsaron una campaña para que Estados Unidos ingresara a la guerra. Los siete años que estuvo Mitchell en las escuelas de arte de París lo hicieron parcial a los franceses; no era una parte de la cobertura imparcial de la guerra. Gibson dibujó al Káiser como un malvado hombre sanguinario, insultando al Tío Sam, insultando a soldados inválidos, e incluso disparando a enfermeras de la Cruz Roja. Mitchell vivió un poco más después de ver los resultados de la cruzada de Life, con la declaración de guerra de los Estados Unidos en 1917.
Con la muerte de Mitchell en 1918, Gibson compró la revista en 1 millón de dólares. Pero el mundo tenía un lugar diferente para la publicación de Gibson. Ya no era el 1900 donde el estilo de vida familiar prevalecía y los vestidos de la chica Gibson causaban furor. La Primera Guerra Mundial produjo grandes cambios en el público lector de revistas. La línea de Life, llena de diversión, limpieza y humor, dio paso a una nueva variedad: cruda, sexual y cínica. Life cambió para competir en los kioscos con sus rivales libres.

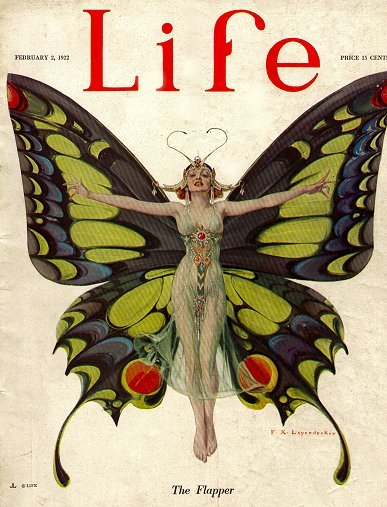
Portada de 1922, titulada "The Flapper", realizada por F. X. Leyendecker.

En 1920 Gibson llamó al exmiembro del equipo de Vanity Fair, Robert E. Sherwood, para que fuera editor. Siendo veterano de la Primera Guerra Mundial y miembro de la Mesa Redonda de Algonquin (Algonquin Round Table), Sherwood trató de inyectar un humor sofisticado en las páginas de Life. La revista publicó chistes, caricaturas, y ediciones burlescas de Ivy League. Al iniciar la década de 1920 Life lideró una cruzada contra la ley seca. Esto llamó a los escritores humorísticos, tales como Frank Sullivan, Robert Benchley, Dorothy Parker, Franklin P. Adams y Corey Ford. En ese momento los ilustradores y caricaturistas eran Ralph Barton, Percy Crosby, Don Herold, Ellison Hoover, H. T. Webster, Art Young y John Held Jr.
A pesar de los famosos que tenían en su equipo, Life pasó su época de gloria, e iba directamente a la ruina financiera. The New Yorker, el cual debutó en febrero de 1925, imitó muchas de las apariciones y estilos de Life; incluso robó su editorial y departamentos de arte. Otro golpe a la circulación de Life vino de los periódicos de humor tales como Ballyhoo y Hooey.
Esquire se unió a la competencia de Life en 1933. Un poco después de tres años de que comprara Life, Gibson renunció y traspasó la decadente propiedad al publicador Clair Maxwell y al tesorero Henry Richter. Gibson se retiró a Maine a pintar y dedicarse a un interés activo en la revista, luego de dejarla sumida en las deudas. Life tenía 250.000 lectores en 1920. Pero así como la época del jazz dio paso a la Gran Depresión, la revista perdió dinero y suscriptores. Life tuvo que cambiar su publicación de semanal a mensual.
Para la edición final de Life en su formato original, Edward Sandford Martin, ya de 80 años, fue llamado para escribir la editorial en forma de un obituario. Él escribió, "Que Life pueda ser pasada a las manos de nuevos dueños y directores es el interés viviente del único sobreviviente del pequeño grupo que lo vio nacer en enero de 1883... Por mi parte, yo deseo toda la buena fortuna; gracia, misericordia y paz a un distraído mundo que no tiene idea de lo que sucede o de lo que sucederá. ¡Un nuevo tiempo de una nueva voz para hacer un ruido que necesita ser escuchado!".

### La revista de fotoperiodismo
En 1936 el editor Henry Luce pagó 92.000 dólares a los dueños de Life porque ellos tenían el nombre de Time Inc. Queriendo solamente el antiguo nombre Life en la venta, Time Inc. vendió la lista de suscripciones y apariciones de Life a The Judge. Convencidos de que las imágenes pueden contar una historia en lugar de solo ilustrar el texto, Luce lanzó Life el 23 de noviembre de 1936. La tercera revista publicada por Luce, después de Time en 1923 y Fortune en 1930, Life hizo nacer a las revistas de fotos en los Estados Unidos, dando mucha más importancia a las imágenes que a las palabras. La primera portada de Life, que se vendía a 10 centavos de dólar, contenía 5 páginas de fotografías de Alfred Eisenstaedt.
Cuando la primera edición de Life apareció en los kioscos, los Estados Unidos estaban en la mitad de la Gran Depresión y el mundo se preparaba hacia una nueva guerra mundial. Adolf Hitler se instalaba en el poder en Alemania. En España, el general Francisco Franco y su ejército rebelde estaban a las puertas de Madrid; la Luftwaffe alemana y sus pilotos bombarderos, que se llamaban a sí mismos la Legión Cóndor, ayudaban con su logística a la fuerza aérea de Franco. La Italia de Benito Mussolini anexó Etiopía. Luce ignoró toda la situación mundial que se sucedía en ese momento. De hecho, la primera portada de Life tenía la imagen de la Represa Fort Peck en Montana (Estados Unidos de América), fotografiada por Margaret Bourke-White.

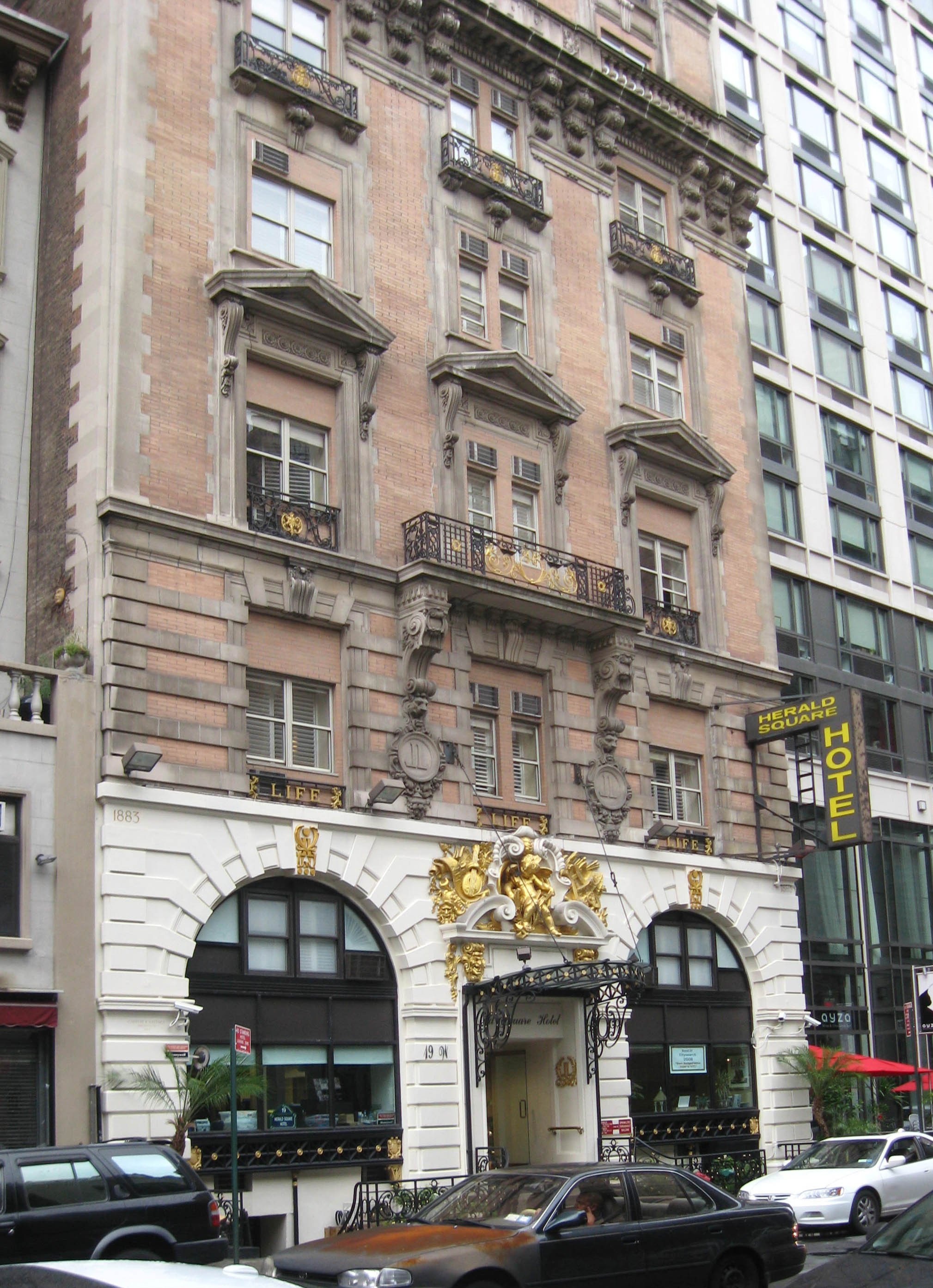
19 West 31st Street.

El formato de Life en 1936 era un clásico: el texto estaba condensado dentro de 40 páginas de imágenes. La revista era impresa en un pesado papel satinado que costaba a los lectores solo un "dime" (moneda de 10 centavos de dólar). La circulación de la revista se disparó tal y como había previsto la compañía, yendo de 380.000 copias de la primera edición a más de 1 millón por semana cuatro meses después. Esto produjo a muchos imitadores, como Look, el cual cerró en 1971.
Life tuvo su propio edificio en el número 19 de West 31st Street, una joya de arquitectura de Beaux-Arts construido en 1894 y considerado de "significancia sobresaliente" por la Comisión de Preservación de Terrenos de Nueva York. Luego trasladó sus oficinas editoriales al 9 de Rockefeller Plaza.

### Éxito
Luce convenció a un colaborador de Time, Edward K. Thompson, de que se convirtiera en editor asistente de imágenes en 1937. Entre 1949 y 1961 él fue el editor directivo y editor en jefe, hasta su retiro en 1970. Su influencia fue significativa durante los años de gloria de la revista, desde 1936 hasta mediados de los años 60. Thompson fue conocido por la libertad que le entregaba a sus editores, particularmente a un "trío de mujeres formidables y llenas de color: Sally Kirkland, editora de modas; Mary Letherbee, editora de cine; y Mary Hamman, editora de vida moderna".
La revista se transformó en conservadora, y atacó a las organizaciones laborales y a los sindicatos. En agosto de 1942, escribiendo acerca de la inquietud laboral, Life concluyó: "La situación moral es sin duda la peor en los Estados Unidos... Es tiempo para el resto del país de levantarse y tomar conocimiento. En Detroit pueden hacer reventar a Hitler o pueden hacer reventar a los Estados Unidos". El alcalde de Detroit, Edward J. Jeffries enloqueció: "Podré igualar el patriotismo de Detroit con cualquier otra ciudad en el país. La historia publicada en Life es grotesca... Yo sólo llamo a eso una revista amarillista y dejar que pase esto". Martin R. Bradley, un recolector estadounidense de derechos aduaneros, fue ordenado de que se le arrancaran 5 páginas a la edición del 17 de agosto, en las que había un artículo titulado "Detroit es dinamita" luego de permitir de que varias copias de la revista cruzaran el límite hacia Canadá.
Cuando los Estados Unidos entraron a la guerra en 1941, también lo hizo Life. Para 1944, de los 40 corresponsales de guerra que tenían Time y Life, no todos eran hombres; 6 eran mujeres: Mary Welsh, Margaret Bourke-White, Lael Tucker, Peggy Durdin, Shelley Smith Mydans, Annalee Jacoby y Jacqueline Saix, una inglesa, cuyo nombre usualmente se omite (ella y Welsh eran las únicas mujeres listadas en la carta de los publicadores de Time, el 8 de mayo de 1944, siendo parte del equipo de la revista) al ser reportadas en la guerra por la compañía.
Life era pro-americana y respaldaba el avance de la guerra cada semana. En julio de 1942, Life lanzó su primer concurso de arte para soldados y registró más de 1.500 concursantes, ordenados en diferentes categorías. Los jueces eligieron al mejor y entregaron 1000 dólares en premios. Life eligió 16 para ser reproducidas en la revista. La Galería Nacional de Washington aceptó exhibir 117 de ellas aquel verano.

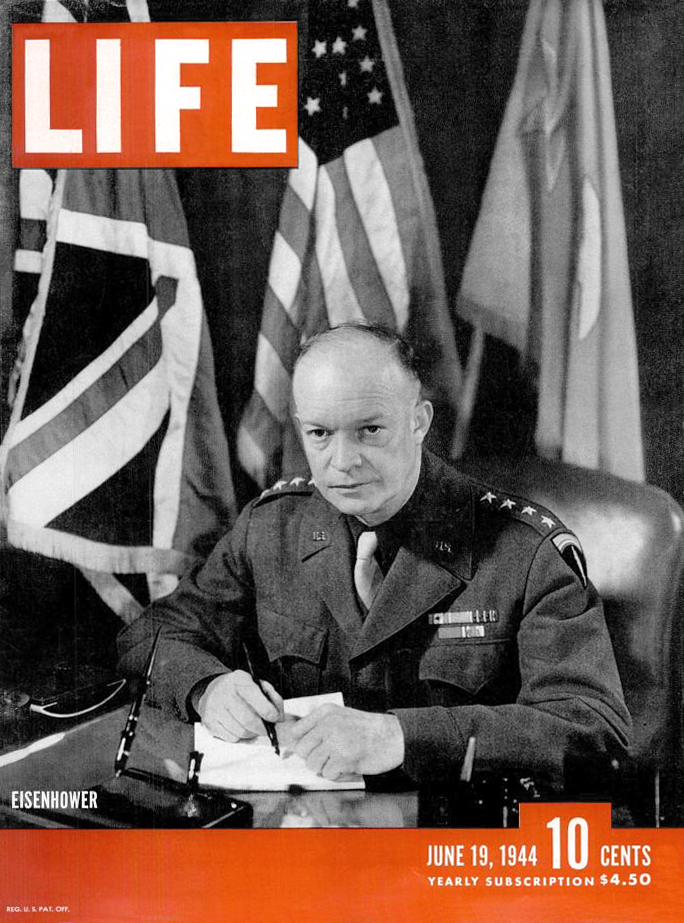
Life, 19 de junio de 1944.

La revista reclutó al distinguido fotógrafo de guerra Robert Capa. Un veterano de la revista Collier's, Capa fue el único fotógrafo que captó imágenes del primer avance del Día D en Normandía, Francia, el 6 de junio de 1944. Una controversia notoria ocurrió en el cuarto oscuro de Life luego de que un accidente arruinó docenas de fotos de Capa que habían sido tomadas durante la llegada a la playa; la revista señaló en sus ediciones que las fotos estaban borrosas porque las manos de Capa estaban temblando. Él negó esto; luego pondría algo de humor en Life con el título de su memoria: "Ligeramente Fuera de Foco" ("Slightly Out of Focus"). En 1954, Capa murió cuando trabajó para la revista cubriendo la primera guerra de Indochina luego de pisar una mina antipersonal.
Cada semana durante la Segunda Guerra Mundial la revista llevó la guerra a los estadounidenses; tenía fotógrafos en cada escenario de la guerra, desde el Pacífico hasta Europa.
En mayo de 1950 el consejo de ministros en El Cairo prohibió Life en Egipto para siempre. Todas las ediciones en venta fueron confiscadas. No fue entregada la razón oficial, pero oficiales egipcios expresaron su indignación acerca de una historia publicada el 10 de abril de 1950 acerca del rey Farouk de Egipto, titulado el "Rey Problema de Egipto" ("Problem King of Egypt"). El gobierno consideró esto un insulto al país.
En la década de 1950 Life ganó gran cantidad de respeto con el trabajo comisionado de grandes autores. Luego de la publicación en 1952 en la revista de Life de El viejo y el mar (The Old Man and the Sea) de Ernest Hemingway, la revista hizo un pacto con el autor por un artículo de 4.000 palabras acerca de la tauromaquia.
Hemingway envió a los editores un artículo de 10 000 palabras, siguiendo con su última visita a España en 1959 cubriendo una serie de competencias entre dos matadores. El artículo fue republicado en 1985 como la novela "The Dangerous Summer".
En febrero de 1953, solo unas semanas antes de abandonar el cargo, el presidente Harry S. Truman anunció que Life tendría todos los derechos sobre sus memorias. Truman dijo que creía que en 1954 él sería capaz de hablar más acerca del rol de su administración en los asuntos mundiales. Truman observó que los editores de Life habían presentado otras memorias con gran dignidad; agregó que Life también hizo la mejor oferta.
Dorothy Dandridge fue la primera mujer afroamericana en aparecer en la portada de la revista en noviembre de 1954.
El nuevo eslogan de Life era "To see Life; see the world" ("Vea Life, vea el mundo") En los años de la posguerra publicó algunas de las imágenes más memorables de eventos ocurridos en los Estados Unidos y en el mundo. También produjo muchas series científicas tales como "El Mundo en que Vivimos" ("The World We Live") y "The Epic Of Man" a inicios de los años 50. La revista continuó mostrando el trabajo de notables ilustradores, incluyendo a Alton S. Tobey, entre cuyas muchas contribuciones se incluye la portada de una serie de artículos en 1958 acerca de la historia de la Revolución rusa de 1917.
La revista fue perdiendo lectores a medida que se acababa la década de 1950. En mayo de 1959 anunció planes de reducir su precio regular en los kioscos de 25 centavos a 19 centavos. Con el incremento de las ventas de televisores y teleaudiencia, el interés en revistas de noticias fue decayendo. Life necesitaba reinventarse a sí misma.

### Los 60 y el fin de una era
En la década de 1960 la revista se llenó de fotos en color acerca de estrellas del cine, el presidente John F. Kennedy y su familia, la Guerra de Vietnam, y la llegada del hombre a la Luna. Uno de los focos editoriales de la revista fue una larga aparición en 1964 de la actriz Elizabeth Taylor y su relación con el actor Richard Burton. El reportero Richard Meryman Jr. viajó con Taylor a Nueva York, California, y París. Life publicó un artículo en primera persona de 6.000 palabras de la estrella de la pantalla grande.
En los 60, las fotografías de la revista aparecieron gracias a Gordon Parks. "La cámara es mi arma contra las cosas que me disgustan acerca del universo y cómo yo muestro las cosas bonitas del universo", Parks recordó en 2000. "Yo no me intereso por la revista Life. Me intereso por la gente", dijo en aquella ocasión.
En marzo de 1967 Life ganó el Premio Nacional de Revistas 1967 (National Magazine Award), entregado por la Escuela de Graduados de Periodismo de la Universidad de Columbia. El prestigioso premio hizo un tributo a las magníficas fotos de la guerra en el Sudeste Asiático, así como las series de Henri Huet en las que aparece un médico herido, y que fueron publicadas en enero de 1966. Crecientemente, las fotos que Life fue imprimiendo sobre la guerra de Vietnam fueron imágenes de muerte y soledad.
De cualquier modo, a pesar de los espaldarazos la revista continuó ganando, y publicando la misión estadounidense a la Luna en 1969, la circulación comenzó a decaer. En enero de 1971 Life anunció que reduciría su circulación de 8,5 millones a 7 millones de ejemplares en un intento por compensar la caída de los ingresos por publicidad. Exactamente un año después, Life recortó su circulación de 7 millones a 5,5 millones de ejemplares comenzando con la edición del 14 de enero de 1972, según anunció el publicador Gary Valk. Life reportó que no estaba perdiendo dinero, pero los costos aumentaban más rápido que sus ingresos.
Registros de la industria indicaban que el 96% de la circulación de Life iba a los suscriptores por correo y solo un 4% a los kioscos. Valk estaba al mando de la revista como publicador cuando cientos de personas perdieron sus trabajos. El final llegó cuando la revista mensual Life cesó sus publicaciones el 8 de diciembre de 1972.
Entre 1972 y 1978, Time Inc. publicó diez Life Special Reports (Reportes especiales de Life) con temas como "El espíritu de Israel" (The Spirit of Israel) "Mujeres estadounidenses destacadas" (Remarkable American Women) y "El año en imágenes" (The Year in Pictures). Con una promoción mínima, estas ediciones vendieron entre 500.000 y 1 millón de copias con precios de portada superiores a los 2 dólares.

### Lifecomo revista mensual, 1978-2000
En 1978, Life resurgió como revista mensual, y con su resurrección llegó un nuevo y modificado logotipo. A pesar de que continuaba el conocido rectángulo rojo con las letras blancas, la nueva versión era más grande, y las letras estaban más cerca entre sí y la caja roja de alrededor era más pequeña. (Este "nuevo" logotipo más grande fue usado en cada edición hasta julio de 1993)
Life continuó por los próximos 22 años como una revista de noticias de interés general con un éxito moderado. En 1986, decidieron celebrar su 50 aniversario bajo el alero de Time Inc. con una edición especial en la que se mostraba cada portada de Life desde 1936, incluyendo las ediciones que fueron publicadas durante los 6 años de interrupciones en los años 70. La circulación en esta era rondó el 1,5 millón de ejemplares. El precio de portada en 1986 era de 2,25 dólares. El publicador en ese tiempo era Charles Whittingham. Life también volvió a la guerra en 1991, y lo hizo como en los años 40. Cuatro ediciones de esta edición semanal Life en Tiempos de Guerra (Life in Time of War) fueron publicados durante la primera guerra del Golfo.
Llegaron nuevos tiempos difíciles para la revista, y en febrero de 1993 Life anunció que la revista sería impresa en páginas más pequeñas comenzando con su edición de julio. Esta portada también marcó el retorno del logotipo original de Life.
También en ese momento, Life redujo radicalmente sus precios un 35% en una oferta para hacer la publicación mensual más atractiva para los anunciantes. La revista redujo su garantía de circulación para los avisadores en un 12% en julio de 1993 a 1,5 millón de copias desde el original 1,7 millón de ejemplares. El publicador en este momento era Nora McAniff; Life tuvo por primera vez el mismo tamaño y formato que su publicación hermana durante gran tiempo por Time Inc., Fortune.
La revista volvía al inconsciente nacional tras la muerte en agosto de 1995, de Alfred Eisenstaedt, el fotógrafo de Life cuyas imágenes constituyen algunas de las más recordadas del siglo XX. Las fotografías de Eisenstaedt sobre famosos y brillantes como - Adolf Hitler y Benito Mussolini, Marilyn Monroe, Ernest Hemingway, la familia Kennedy, Sophia Loren - se ganaron el renombre mundial y 87 portadas de Life.
En 1999 la revista estaba sufriendo financieramente, pero aún creaba notas compilando listas al terminar el siglo XX. Los editores de Life realizaron un ranking con los 100 Eventos Más Importantes Del Milenio (100 Most Important Events of the Millennium). Esta lista fue muy criticada for estar sobreenfocada en acontecimientos de Occidente. Los chinos, por ejemplo, habían inventado los tipos movibles cuatro siglos antes que Gutenberg, pero con miles de ideogramas, se encontró que esto era impracticable. Life también publicó una lista de las 100 Personas Más Importantes del Milenio (100 Most Important People of the Millennium). Esta lista también fue criticada por centrarse en Occidente. También, el puesto número uno de Thomas Edison fue polémico dado que existen otros inventos (por ejemplo, el motor a combustión, el automóvil, las máquinas de generación de electricidad), que generaron más impacto que las de Edison. La lista de las 100 personas más importantes fue muy criticada por mezclar nombres de diversa índole, tales como Isaac Newton, Albert Einstein, Louis Pasteur, y Leonardo da Vinci, con numerosos estadounidenses desconocidos fuera de su país (18 estadounidenses contra 13 italianos y franceses, y 12 ingleses).
Ya parecía que la pérdida de dinero de la revista estaba contrayendo a la revista en el inicio del siglo XXI, y lo hizo, pero soportó. En marzo de 2000, Time Inc. anunció que cesaría la publicación regular de Life con la edición de mayo. "Es un día triste para nosotros", señaló a CNNfn.com el jefe ejecutivo y presidente de la junta directiva de Time Inc. " Life estaba tratando de vender más para mantener su nivel de circulación de aproximadamente 1,5 millones de ejemplares. "Life era una revista de interés general y desde su reaparición, ha tratado de buscar su identidad, de encontrar su posición en el mercado", dijo Logan.
Para los suscriptores de Life, las suscripciones que quedaban fueron reemplazadas con otras revistas de Time Inc. como Time. Y en enero de 2001, esos suscriptores recibieron un especial, una edición de la revista Time en formato de Life titulado "El Año en Imágenes", la cual era en realidad una edición de Life disfrazada bajo el logo de Time en el frente (Las copias en los kioscos de esta edición actualmente se publican bajo el nombre de Life).
Citando las pobres ventas de publicidad y un rudo clima por vender suscripciones a la revista, Time Inc. y sus ejecutivos señalaron que esa era la razón para cerrar la revista en 2000. El fin era destinar recursos para los lanzamientos de otras revistas de la compañía, como Real Simple. Luego de ese año, su compañía hermana, Time Warner, hizo un trato con Tribune Company por las revistas de Time Mirror que incluían Golf, Ski, Skiing, Field & Stream, y Yachting. Life no estaba cuando AOL y Time Warner anunciaron su fusión en 183.000 millones de dólares, la más grande fusión corporativa en la historia, la cual finalizó en enero de 2001.

### 2004 y el regreso en los periódicos del viernes
Life estuvo ausente del mercado estadounidense solo por unos pocos meses, cuando comenzó su publicación en los kioscos como "magazine" con ediciones temáticas, como por ejemplos los sucesos del 11 de septiembre de 2001 en los Estados Unidos y el Medio Oriente. Estas ediciones, que eran impresas en papel fino, eran más libros de portada ligera, que revistas en sí.
Comenzando octubre de 2004, fue revivida por segunda vez. Life retornó como una publicación semanal. Apareció como suplemento en los periódicos estadounidenses. Life por primera vez se sumó a la competencia con dos grandes de la industria, como Parade y USA Weekend. En su lanzamiento, era distribuida con más de 60 periódicos con una circulación combinada de aproximadamente 12 millones de ejemplares. Algunos de los periódicos que incluían Life eran The Washington Post, New York Daily News, Los Angeles Times, Chicago Tribune, Denver Post y el St. Louis Post-Dispatch. Time Inc. realizó tratos con varios publicadores mayores de periódicos para que incluyeran el suplemento Life, incluyendo el Knight Ridder y McClatchy Company.
Esta nueva versión de Life mantuvo su tradicional logotipo, pero tenía un nuevo eslogan, "La revista de fin de semana de Estados Unidos" (America's Weekend Magazine). Medía 9 1/2 por 11 1/2 pulgadas y era impresa en papel satinado a todo color. El 15 de septiembre de 2006, Life tenía solo 20 páginas. El contenido incluía una foto a todo el ancho de página, de la actriz Julia Louis-Dreyfus, y un reportaje de tres páginas y siete fotos, de Kaiju Big Battel.
El 26 de marzo de 2007, Time Inc. anunció que la revista continuaría hasta el 20 de abril de 2007, tras lo cual mantendría su sitio Web. La última edición de Life circuló el día ya mencionado, y continúa en la Web como sitio asociado a Time Inc.

## Life en Español
Desde el año 1952 circuló en Latinoamérica y Estados Unidos (principalmente Nueva York, Florida y California) una edición en idioma español, con la finalidad de concienciar sobre los peligros del comunismo y de idealizar el estilo de vida americano.
La última edición de Life en Español fue editada en diciembre de 1969, debido a problemas económicos de la editorial y la prohibición de su circulación en algunos países latinoamericanos que estaban dando un viraje al socialismo, como fue el caso del Perú durante el gobierno del General Juan Velasco Alvarado.

## Colaboradores
Algunos de los colaboradores más conocidos de Life desde 1936 incluyen a:
- Larry Burrows (fotoperiodista)
- Margaret Bourke-White (fotoperiodista)
- W. Eugene Smith (fotoperiodista)
- Robert Capa (fotoperiodista)
- Alfred Eisenstaedt (fotoperiodista)
- Clay Felker (escritor deportivo, fundador de New York Magazine)
- Dirck Halstead (fotoperiodista)
- Mary Hamman (editora de vida moderna)
- Henri Huet (fotoperiodista)
- Sally Kirkland (editora de modas)
- Will Lang Jr. (Jefe de Agencia / Director Jefe de Agencia Regional)
- Mary Leatherbee (editora de cine)
- Henry Luce (publicador, editor en jefe, 1936-1964)
- Carol Miller (corresponsal y crítica de arte)
- Hansel Mieth (fotoperiodista)
- Lee Miller (fotoperiodista)
- Gjon Mili (fotoperiodista)
- Gordon Parks (fotoperiodista)
- Art Shay (fotoperiodista)
- George Silk (fotoperiodista)
- Edward Steichen (fotógrafo de retratos)
- Karina Taira (fotógrafa de modas)
- Edward K. Thompson (editor directivo 1949-1961; editor en jefe 1961-1970)
- Tony Zappone (fotoperiodista, edición europea)